# Thomas Rudolph
Thomas Rudolph (n. 15 iunie 1970, Erfurt, RDG) este un sănier ce a reprezentat Germania, medaliat olimpic. A participat la o ediție a Jocurilor Olimpice (1992) în care a câștigat o medalie de argint.

## Participări
Lista de mai jos prezintă principalele competiții la care a participat Thomas Rudolph de-a lungul carierei.
- Sanie la Jocurile Olimpice de iarnă din 1992 – proba de dublu[*]